# Princ a Večernice
Prințul și Steaua de seară (în cehă: Princ a Večernice) este un film de basm din Cehia din 1979. A fost regizat de Václav Vorlíček după un scenariu de Vorlíček, Božena Němcová și Jiří Brdečka bazat pe basmul O Slunečníku, Měsíčníku a Větrníku de Božena Němcová și elemente din basmul Prințesa cu Părul Auriu (Prinzessin Goldhaar) de Karel Jaromír Erben. Filmul a fost creat în studiourile de film Barrandov. Princ a Večernice a avut premiera în Cehoslovacia în octombrie 1979.

## Prezentare
Prințul Velen și cele trei surori ale sale (prințesele Helenka, Elenka și Lenka) duc o viață fericită în castelul tatălui lor, Bătrânul Rege. Acesta este îngrijorat: în opinia sa, copiii lui sunt prea imaturi; Lenka, Elenka și Helenka ar trebui în sfârșit să se mărite, iar Velen ar trebui să învețe să preia sarcinile regale. Când pleacă la vânătoare, regele îl lasă pe prinț în grija celor trei surori ale sale, dar acesta spune brusc că nu se mai distrează cu ele și că le va găsi soți.  Velen ia această sarcină în serios și cade o vreme pe gânduri. 
Apoi, Velen se plânge de Steaua de seară, care vine la el sub forma unei prințese frumoase și îi promite un leac pentru un sărut. La scurt timp după aceea, ea aruncă asupra lui Velen o vrajă; când el se trezește, ea a dispărut. Vântul, Luna și Soarele, frații  Stelei de seară, apar unul câte unul și fiecare ia pe una dintre surorile lui Velen de mireasă. Velen este ușurat la început.
El se îndrăgostește de sora acestora Steaua de seară. Regele apare și este nemulțumit de acțiunile lui Velen și vrea ca Velen să le aducă înapoi pe surorile sale. El trebuie să înfrunte mai multe pericole înainte de a-și găsi surorile. Este pus în pericol de vrăjitorul cel rău Mrakomor care vrea să se căsătorească cu Steaua de seară. Velen este ajutat de frații săi și îl învinge pe Mrakomor. El o aduce apoi pe Steaua de seară și pe surorile sale acasă. Acestea sunt însoțite de soții lor. Velen are voie să se căsătorească în cele din urmă cu Steaua de seară.

## Distribuție
- Juraj Ďurdiak ca prințul Velen (princ Velen)
- Libuše Šafránková ca Steaua de Seară (Večernice)
- Vladimír Menšík ca Regele (král)
- Radoslav Brzobohatý - vrăjitorul Zgârie-nori (čaroděj Mrakomor)
- František Filipovský - bufonul Kacafírek (šašek Kacafírek)
- Julie Jurištová ca prințesa Helenka
- Zlata Adamovská ca prințesa Elenka
- Ivana Andrlová ca prințesa Lenka
- Oldřich Táborský - Vântul (Větrník)
- Alexej Okuněv - Luna (Měsíčník)
- Petr Svoboda - Soarele (Slunečník)